# Eugenia pruniformis
Eugenia pruniformis är en myrtenväxtart som beskrevs av Jacques Cambessèdes. Eugenia pruniformis ingår i släktet Eugenia och familjen myrtenväxter. Inga underarter finns listade i Catalogue of Life.